# Comarca de Verín
La Comarca de Verín és una comarca de Galícia situada al sud de la província d'Ourense. Limita amb la Terra de Caldelas al nord, amb A Limia a l'oest, amb la comarca de Viana i amb la Terra de Trives a l'est, i amb el Districte de Vila Real i el districte de Bragança (Portugal) al sud. En formen part els següents municipis:

## Municipis (Concellos)
| Municipi (Concello) | Població (2009) | Superfície (km²) | Densitat (hab/km²) |
| ------------------- | --------------- | ---------------- | ------------------ |
| Castrelo do Val     | 1.241           | 122,1            | 10,2               |
| Cualedro            | 2.049           | 117,6            | 17,4               |
| Laza                | 1.597           | 215,9            | 7,4                |
| Monterrei           | 3.036           | 119,1            | 25,5               |
| Oímbra              | 1.916           | 71,9             | 26,7               |
| Riós                | 1.907           | 114,4            | 16,7               |
| Verín               | 14.391          | 94,1             | 153,0              |
| Vilardevós          | 2.324           | 152,1            | 15,3               |
| Verín               | 28.461          | 1.007,2          | 28,3               |

Font: IGE

## Evolució demogràfica
| 1842 | 1857   | 1860   | 1877   | 1887   | 1900   | 1910   | 1920   |
| ---- | ------ | ------ | ------ | ------ | ------ | ------ | ------ |
| -    | 31.033 | 32.742 | 32.824 | 33.552 | 31.719 | 34.235 | 34.507 |

| 1930   | 1940   | 1950   | 1960   | 1970   | 1981   | 1996 | 1998 |
| ------ | ------ | ------ | ------ | ------ | ------ | ---- | ---- |
| 37.077 | 41.862 | 43.062 | 43.285 | 39.356 | 36.910 | -    | -    |

| 2000   | 2002 | 2004 | 2006 | 2008   | 2010 | 2012 | 2014 |
| ------ | ---- | ---- | ---- | ------ | ---- | ---- | ---- |
| 29.495 | -    | -    | -    | 28.461 | -    | -    | -    |